# Dane DeHaan
Dane DeHaan (Allentown, Pennsilvània, 6 de febrer de 1986) és un actor estatunidenc conegut per la seva interpretació a la sèrie d'HBO In Treatment i a la pel·lícula Chronicle (2012).

## Biografia
DeHaan va néixer a Allentown (Pennsilvània). El seu pare, Jeff DeHaan, és un programador d'ordinadors, i la seva mare, Cynthia Boscia, una executiva de mobles Knoll. Té una germana gran: Meghann. DeHaan va estudiar a Emmaus High School, a Emmaus (Pennsilvània), durant tres anys, i va estudiar a la Universitat d'Arts de Carolina del Nord fins a l'últim any. Es va graduar d'UNCSA el 2008. Graduat per la Universitat d'Arts de Carolina del Nord, Dane va començar una carrera cinematogràfica treballant a Amic, l'última pel·lícula del director nominat a l'Òscar en dues ocasions: John Sayles. El 30 de juny del 2012 es va casar amb l'actriu Anna Wood.

## Filmografia

### Cinema
- Amic (2010) - Gil
- At Risk (2010) - Cal Tradd
- The Front (2010) - Cal Tradd
- Chronicle (2012) - Andrew Detmer
- Lawless (2012) - Cricket Pate
- Lincoln (2012) - Soldado Blanco
- The Place Beyond the Pines (2013) - Jason Glanton
- Kill Your Darlings (2013) - Lucien Carr
- Metallica: Through the Never (2013)
- Devil's Knot (2013)
- Jack & Diane (2013) - Chris
- The Amazing Spider-Man 2 (2014) - Harry Osborn/New Goblin (Antagonista de Secundària)
- Valerian i la ciutat dels mil planetes (Valerian and the City of a Thousand Planets) (2017) - Major Valerian

### Televisió
- Law & Order: Special Victims Unit (un episodi, 2008) - Vincent Beckwith
- In Treatment (set episodis, 2010) - Jesse D'Amato
- True Blood (tres episodis, 2011) - Timbo